# 里見弴
里見 弴（さとみ とん、1888年（明治21年）7月14日 - 1983年（昭和58年）1月21日）は、日本の小説家。本名：山内 英夫（やまのうち ひでお）。日本芸術院会員、文化功労者、文化勲章受章者。
兄有島武郎・生馬の友人志賀直哉の強い影響を受け、『白樺』創刊に参加。人情の機微を描く心理描写と会話の巧妙を発揮して、高い評価を受け、晩年まで長く活躍した。

## 来歴
1888年（明治21年）、有島武と妻幸子の四男として神奈川県横浜市に生まれる。生まれる直前に母方の叔父の山内英郎が死去したため、出生直後にその養子となり山内英夫となったが、有島家の実父母の元で他の兄弟と同様に育てられた。
1900年（明治33年）に学習院中等科 (旧制) へと進み、この頃から泉鏡花の作品に慣れ親しむ。同高等科 (旧制) を経て東京帝国大学文学部英文科へと進むが、程なくして同校を退校し、バーナード・リーチにエッチングを教わる。1910年（明治43年）4月、志賀直哉や武者小路実篤らが創刊した雑誌『白樺』に2人の兄と共に同人として参加した。ペンネームの里見は、電話帳をペラペラとめくり指でトンと突いた所が里見姓であったとしている。
志賀の手引きで吉原などで遊蕩し、父母に強硬に許しを請い、大阪の芸妓・山中まさと結婚した。その経歴が『今年竹』『多情仏心』などの代表作に現れている。
志賀の『暗夜行路』冒頭に出てくる友人・阪口は、弴がモデルである。1914年（大正3年）には、志賀とともに松江で暮らし、このことを志賀は『暗夜行路』に、弴は『今年竹』に生かしている。
1914年（大正3年）、夏目漱石の依頼を受けて『母と子』を朝日新聞に連載。
1915年（大正4年）、『晩い初恋』を中央公論に掲載して本格的に文壇デビュー、翌年同誌に『善心悪心』を発表、弴の初期の代表作とされ同年、同名の短編集を刊行、祖母・静子に献じる。
1917年（大正6年）、『新小説』に『銀二郎の片腕』を発表する。
1919年（大正8年）、時事新報に『今年竹』を連載するが中絶、のち完成させる。この年、吉井勇、久米正雄らと雑誌『人間』を創刊した。1920年（大正9年）、『桐畑』を國民新聞に連載する。1922年（大正11年）から翌年大晦日まで、『多情仏心』を時事新報に連載した。同年、兄・武郎の心中事件があり、弴は「兄貴はあんまり女を知らないからあんなことで死んだんだ」と言ったという。
1927年（昭和2年）から1929年（昭和4年）まで、武郎の心中事件を中心とした長編『安城家の兄弟』を3部に分けて発表する。1932年（昭和7年）より6年間、明治大学文芸科教授を務めた。
1933年（昭和8年）、不良華族事件の捜査の過程で文士らによる賭博事件が浮上。同年11月17日、警察に妾（出典ママ）や書店経営者と麻雀をしていたところに踏み込まれて検挙された。菊池寛のとりなしで翌日釈放され、罰金刑を受ける。1940年（昭和15年）、菊池寛賞（戦前のもの）を受賞した。
1945年（昭和20年）、川端康成らと鎌倉文庫創設に参加、1947年（昭和22年）、日本芸術院会員となる。1952年（昭和27年）、『道元禅師の話』を連載、1954年（昭和29年）、十五代目市村羽左衛門の出生の秘密に触れた『羽左衛門伝説』を毎日新聞に連載した。1956年（昭和31年）、短編集『恋ごころ』で読売文学賞を受賞する。

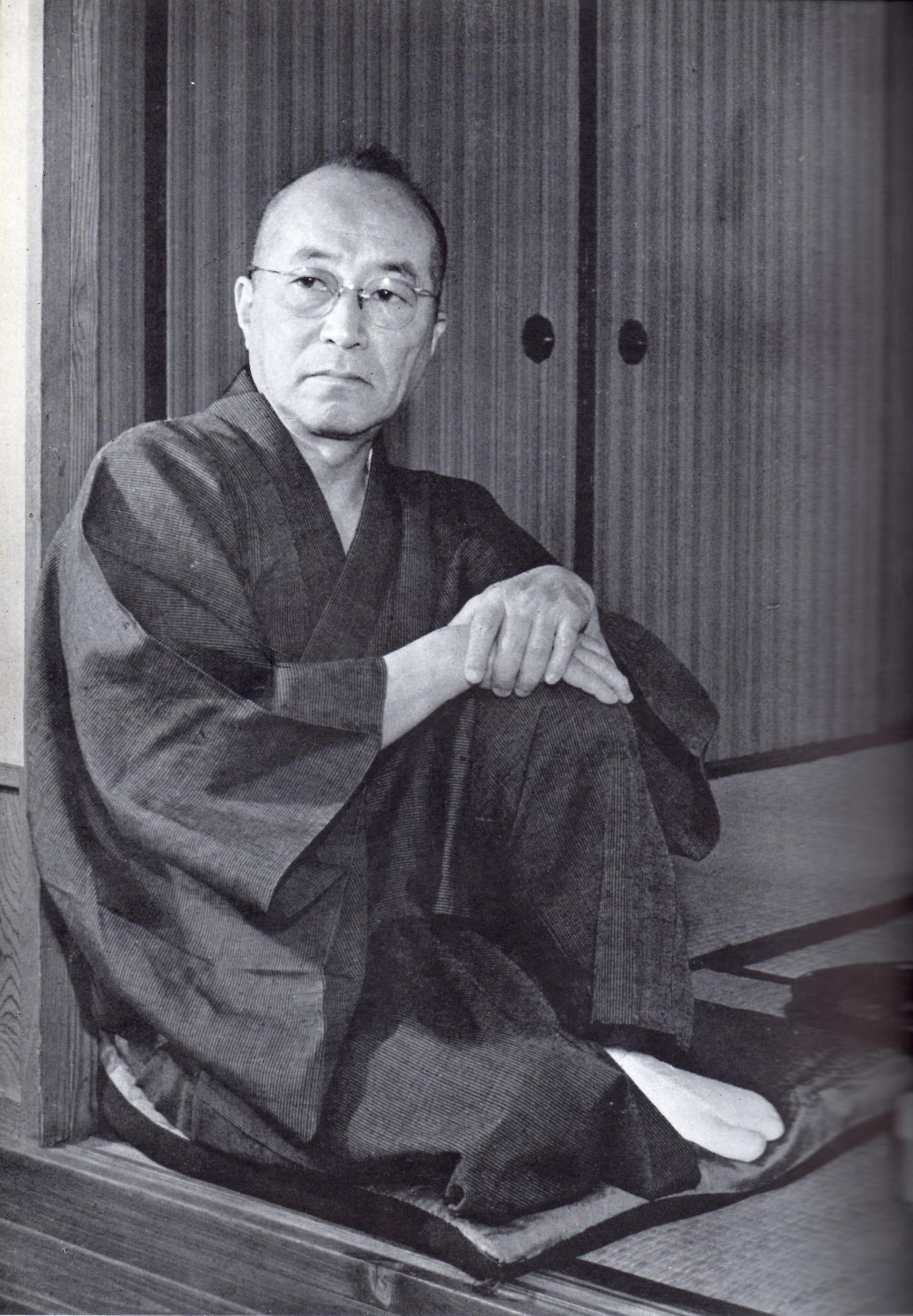
昭和28年（1953年）文藝春秋新社 現代日本の百人 「里見弴」田村茂撮影

終生鎌倉に住み、鎌倉文士のまとめ役だった。その縁で戦後は大船の撮影所にもよく出入りし、小津安二郎監督とも親しく小津と組んでいくつかの映画の製作にもかかわった。1958年（昭和33年）の『彼岸花』は小津と野田高梧の依頼を受け、映画化のために書き下ろしたものである。四男の山内静夫は松竹の映画プロデューサーであり、この映画の製作も務めた。
弴は舞台への造詣も深く、その縁から歌舞伎、新派、文学座など、原作や戯曲も多く提供し、また演出も行った。代表作に花柳章太郎の当たり役（花柳十種のひとつに選ばれている）となった『鶴亀』（脚色：久保田万太郎）などがある。
1959年（昭和34年）、文化勲章を受章する。1960年（昭和35年）、『秋日和』を発表、同年小津安二郎監督により映画化されている。1961年（昭和36年）に『極楽とんぼ』、1971年（昭和46年）に『五代の民』で2回目となる読売文学賞を受賞した。
1971年（昭和46年）、志賀直哉の葬儀に際し弔辞を読み上げた。
1983年（昭和58年）1月21日に肺炎のため神奈川県鎌倉市の病院で亡くなったが、二十四節気の大寒にあたる命日は「大寒忌」と呼ばれている（文学忌）。
2000年4月、四男の静夫が武郎、生馬、弴の「有島三兄弟」の父の故郷である鹿児島県川内市に弴の小説の原稿や書、水彩画など354点の関係資料を寄贈した。資料には、有島家を題材にした「安城家の兄弟」や「風炎」の原稿、明治時代の通信簿や父の有島武が書いた「結納書」が含まれていた。これらの資料を中心に展示する「川内まごころ文学館」は2004年に開館し、1月30日の開館式には、有島三兄弟の子からひ孫まで約30人が出席した。

## 家族
父親は実業家の有島武、母親は武の3番目の妻幸。同じく小説家の有島武郎、画家の有島生馬は共に実兄にあたる。
姉の有島愛は旧三笠ホテル経営者の山本直良と結婚、山本直良と愛との三男が作曲家で指揮者の山本直忠である（直忠の長男が作曲家・指揮者の山本直純、直純の長男が作曲家の山本純ノ介）。また直良と愛の息子の山本直正は、与謝野鉄幹・与謝野晶子夫妻の二女の与謝野七瀬と結婚した。俳優の森雅之は長兄・有島武郎の息子で、甥にあたる。
妻の山中まさ（1898年生）は大阪の元芸妓で、1915年に18歳で結婚し、1973年に交通事故で没した。まさは里見との間に、長女夏絵（生後間もなく死去）、長男洋一、次男鉞郎（東宝勤務）、次女瑠璃子、三男湘三、四男静夫をもうけた。
中上川彦次郎の二男・次郎吉を旦那に、二代目市川猿之助を愛人に持つ赤坂芸妓の菊龍（遠藤喜久、お良、1895年生）を猿之助から奪って愛人にした。1926年に麹町に妾宅を構えてお良を住まわせ、お良が1952年に子宮癌で亡くなるまで実質上の夫婦として生活を共にした。戦時中のお良と里見との往復書簡が『月明の径―弴・良こころの雁書』（文藝春秋、1981年）が最晩年に刊行されている。お良没後はお手伝いの外山伊都子（1930年生。沼津の船大工の娘、沼津高女卒）と暮らした。伊都子は里見の没後、1985年に『新潮45』に「『多情仏心』に捧げたわが半生」を寄稿した。

## 交友
西園寺公望の秘書であった原田熊雄は友人で、姻戚（原田の妹が里見の兄である有島生馬の妻）でもあった。その縁で、原田が公刊を前提に口述筆記していた日記（『西園寺公と政局』）の校訂を依頼されるが、全編の6分の1ほどが終わった段階で、日記が空襲などに備えて図書寮に保管されることになったため、中断した。原田の没後、日記の岩波書店からの公刊に尽力した。この日記を『西園寺公と政局』と命名したのは里見である。

## 主な作品
- 『恋ごころ ほか』講談社文芸文庫
- 『初舞台、彼岸花 ほか』 講談社文芸文庫
- 『安城家の兄弟』 岩波文庫（上中下）
- 『極楽とんぼ』 岩波文庫
- 『道元禅師の話』 岩波文庫
- 『多情仏心』 岩波文庫（上下）、新潮文庫
- 『善心悪心』 岩波文庫
- 『今年竹 前後篇』 岩波文庫
- 『木魂、毛小棒大』 中公文庫（十二の短篇選集）
- 『大道無門』 青木書店
- 『秋日和 ほか』 夏目書房（武藤康史編）
- 『彼岸花／秋日和 小津映画原作集』 中公文庫
  - ※夏目書房刊行の『秋日和／彼岸花』とは題名が似ているが収録作品は3作品しか重複していない別企画である。
- 『君と私－志賀直哉をめぐる作品集』 中公文庫（文庫オリジナル）
- 『垣のぞき』 かまくら春秋社
  - ※『全集』全10巻は、筑摩書房で刊行されたが実質は自選集である。

## 回想・伝記
- 山内静夫 『八十年の散歩』 冬花社 2007年　※実子による回想記を収む。
- 小谷野敦 『里見弴伝 〈馬鹿正直〉の人生』 中央公論新社、2008年
- 『別冊かまくら春秋 追悼素顔の里見弴』 かまくら春秋社、1983年
※多くの著名人が寄稿、『唇さむし 文学と芸について 里見弴対談集』を同時期に刊行。
- 奥野健男「里見弴伝」（『現代日本文学館15 有島武郎、里見弴集』 文藝春秋）